# Trite parvula
Trite parvula es una especie de araña saltarina del género Trite, familia Salticidae. Fue descrita científicamente por Bryant en 1935.
Habita en Nueva Zelanda. Vive en toda la isla Norte y la mitad superior de la isla Sur hasta Christchurch. A menudo vive dentro de las casas y se le ve tomando el sol en paredes, cercas y plantas de jardín.